# Urzulei
Urzulei (en sard, Orthullè) és un municipi italià, dins de la província de Nuoro. L'any 2007 tenia 1.443 habitants. Es troba a la regió de l'Ogliastra. Limita amb els municipis de Baunei, Dorgali (NU), Orgosolo (NU), Talana i Triei.

## Administració
| Període | Identitat       | Partit        |
| ------- | --------------- | ------------- |
| 2005-   | Giuseppe Mesina | Llista Cívica |